# بينيلوب هورنر
بينيلوب هورنر (بالإنجليزية: Penelope Horner)‏ هي ممثلة بريطانية، ولدت في 20 يونيو 1942 في لندن في المملكة المتحدة.

## وصلات خارجية
- بينيلوب هورنر على موقع IMDb (الإنجليزية)
- بينيلوب هورنر على موقع أول موفي (الإنجليزية)
- بينيلوب هورنر على موقع قاعدة بيانات الفيلم (الإنجليزية)